# Travis (музичка група)
 (транскр.  Травис) шкотска је музичка група из Глазгова. Назив је добила по лику ког је глумац Хари Дин Стантон играо у филму Париз, Тексас, редитеља Вима Вендерса.
Група је имала 18 песама у топ 40 званичне британске топ-листе синглова, од чега се шест пробило и у топ 10. Најуспешнији су били синглови Sing, Coming Around, Turn, Why Does It Always Rain on Me?, Re-Offender, Closer, Side и Driftwood. Прво место званичне британске топ-листе албума заузимала је са издањима The Man Who и The Invisible Band. И са већином осталих албума досегла је неко од првих десет места ове топ-листе.

## Историја
су значајнији успон започели песмама More Than Us, Driftwood, Writing to Reach You и Turn, те фестивалским фаворитом Why Does It Always Rain on Me?. Популарност им је нагло порасла и у Енглеској и преко Атлантика када су 2000. године на Гластонбери фестивалу извели обраду песме ...Baby One More Time, великог хита Бритни Спирс. Та обрада је претходно била објављена на Б-страни њиховог сингла Turn.
Група је била пред распадом 2002. године, након што је бубњар Нил Примроуз доживео тешку несрећу на пливању и умало погинуо.
Другог јула 2005. наступили су на концерту Live 8 у Лондону. Четири дана касније учествовали су и на концерту Live 8 у Единбургу, којим је обележен завршетак такозваног Дугог хода до правде.

## Чланови

### Садашњи
- Фран Хили — главни вокал, ритам гитара, клавир
- Даги Пејн — бас-гитара, пратећи вокал (по потреби и главни)
- Енди Данлоп — соло гитара, бенџо, клавијатуре, пратећи вокал
- Нил Примроуз — бубањ, удараљке

### Бивши
- Џеф Мартин — клавијатуре
- Крис Мартин — бас-гитара
- Сајмон Џарвис — бубањ, удараљке
- Кетрин Максвел — главни вокал

## Дискографија
| - (1997) - (1999) - (2001) - (2003) - (2007) - (2008) - (2013) - (2016) - (2020) - (2024) - (1998) | - (2004) - (2019) - (2023) - (2002) - (2003) - (2004) |

## Награде и номинације
- Награде Брит

| Година | Категорија                     | Номиновано дело | Исход      |
| ------ | ------------------------------ | --------------- | ---------- |
| 1998.  | Најбољи нови британски извођач | —               | Номинација |
| 2000.  | Најбоља британска група        | —               | Номинација |
| 2000.  | Најбољи британски албум        |                 | Освојено   |
| 2000.  | Најбољи британски сингл        |                 | Освојено   |
| 2001.  | Најбољи британски спот         |                 | Номинација |
| 2002.  | Најбоља британска група        | —               | Освојено   |
| 2002.  | Најбољи британски албум        |                 | Номинација |
| 2002.  | Најбољи британски спот         |                 | Номинација |

- Награде Кју

| Година | Категорија                | Номиновано дело | Исход      |
| ------ | ------------------------- | --------------- | ---------- |
| 1999.  | Најбољи нови извођач      | —               | Номинација |
| 1999.  | Најбољи албум             |                 | Номинација |
| 1999.  | Најбољи сингл             |                 | Освојено   |
| 2000.  | Најбољи извођач данашњице | —               | Освојено   |
| 2000.  | Најбољи извођач уживо     | —               | Номинација |
| 2000.  | Најбољи спот              |                 | Номинација |
| 2001.  | Најбољи извођач данашњице | —               | Номинација |
| 2001.  | Најбољи албум             |                 | Освојено   |

- Награде Ајвор Новело

| Година | Категорија                         | Номиновано дело | Исход      |
| ------ | ---------------------------------- | --------------- | ---------- |
| 2000.  | Најбоља савремена песма            |                 | Освојено   |
| 2002.  | Најбоља песма музички и текстуално |                 | Номинација |